# Tranquilizante
Un tranquilizante refiere a una droga que está diseñada para el tratamiento de la ansiedad, el miedo, la tensión, la agitación y los trastornos mentales, específicamente para reducir los estados de ansiedad y tensión.
Tranquilizante, como término, fue utilizado por primera vez por F. F. Yonkman (1953), partir de las conclusiones de estudios de investigación que utilizaron el fármaco reserpina, que demostraron que el fármaco tenía un efecto calmante en todos los animales a los que se administraba. La reserpina es un alcaloide de rauwolfia de acción central. La palabra se refiere directamente al estado de tranquilidad en una persona y otros animales.
El término se considera popular o común, lo que significa que generalmente no se usa en el campo de la medicina. Específicamente, se usa en referencia a medicamentos antipsicóticos o neurolépticos.
El término se usa generalmente como sinónimo de sedante . Cuando lo usan los profesionales de la salud, generalmente se califica o se reemplaza por términos más precisos:
- tranquilizante menor generalmente se refiere a ansiolíticos.[9]
- tranquilizante principal podría referirse a antipsicóticos.

También se podría considerar que los estabilizadores del estado de ánimo pertenecen a la clasificación de los tranquilizantes.